# Courbe gauche
Cet article court présente un sujet plus développé dans : Courbe.

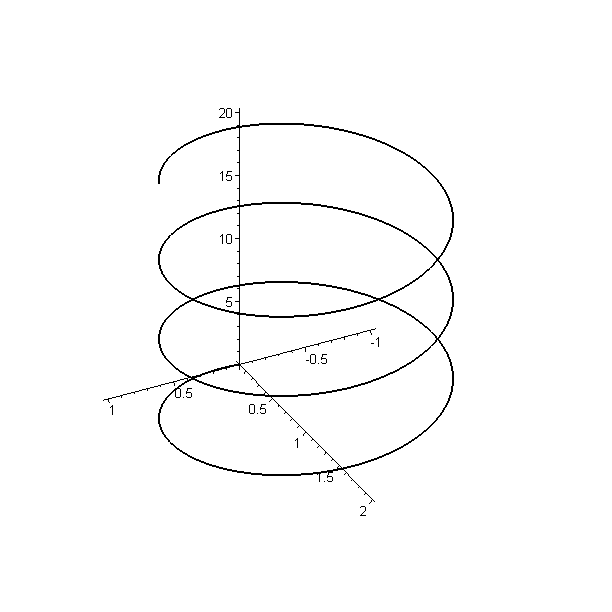
Un exemple de courbe gauche de courbure et torsion constante : l'hélice circulaire.

En mathématiques, une courbe gauche ou courbe à double courbure est une courbe qui n'est pas contenue dans un plan. La courbe dessinée par un ressort hélicoïdal ou les frontières d'un pays sur un globe terrestre sont des exemples de courbes gauches.
Lorsque la courbe est birégulière, sa courbure et sa torsion permettent de déterminer sa forme et on peut construire en chacun de ses points un repère appelé le repère de Frenet.